# Giuseppe Dalla Vedova
Giuseppe Dalla Vedova (Padova, 29 gennaio 1834 – Roma, 21 settembre 1919) è stato un geografo italiano, considerato tra i principali contributori della geografia moderna, e nel 1909 senatore del Regno d'Italia. Fu presidente della Società geografica italiana dal 1900 al 1906 di cui era già stato segretario dal 1877 al 1896.

## Biografia
(Giuseppe Dalla Vedova)

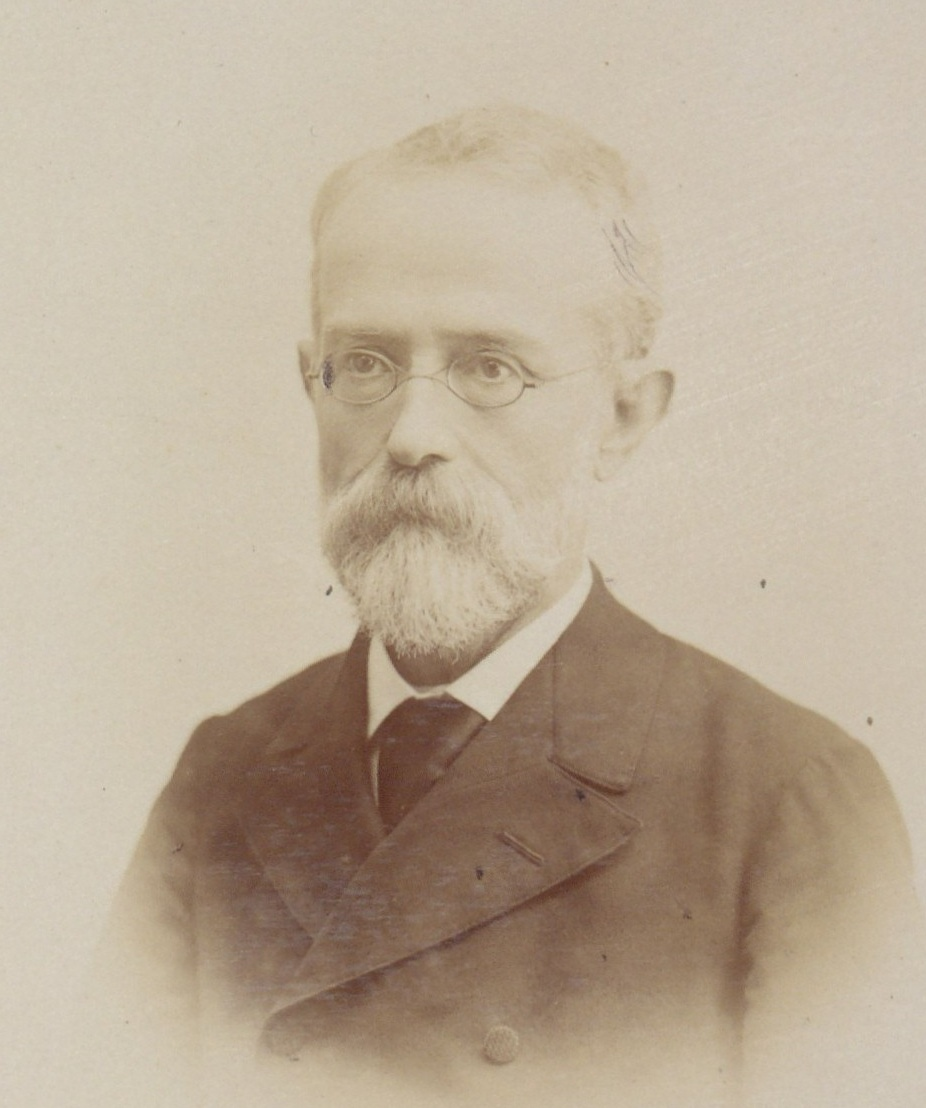
Giuseppe Dalla Vedova in età avanzata

Dopo studi classici conseguiti presso il Seminario di Padova, seguì a Vienna gli insegnamenti di geografia (allora tenuti presso i corsi di filosofia) di Friedrich Simony all'Università di Vienna, grazie ai quali si avvicinò all'opera dei padri della nuova geografia ottocentesca Alexander von Humboldt e Karl Ritter. Ritornato in patria si dedicò all'insegnamento nei licei di Venezia e Padova e cominciò a scrivere pubblicazioni, sino al Delle origini e dei progressi della geografia fisica, 1868, che gli valse notorietà nell'ambito scientifico. Nel 1872 ebbe la cattedra di geografia all'Università di Padova, significativo fu il discorso di insediamento, noto come La geografia ai giorni nostri.
Nel 1875 fu nominato direttore del neo-istituito Museo d'istruzione e di educazione di Roma e docente di geografia presso l'Università La Sapienza, di cui sarebbe stato rettore nell'anno accademico 1895-1896.
Nel contesto geografico del tempo si adoperò a rinnovare la geografia italiana promuovendo la concezione di essa come disciplina della distribuzione di fatti e fenomeni sulla superficie terrestre e delle loro reciproche connessioni.
Al Metternich, che aveva definito l'Italia "una mera espressione geografica", replicò: «L'espressione geografica è creata dalla comunanza e dall'armonico temperamento di condizioni fisiche, di prodotti, di bisogni, d'interessi, di tradizioni, d'origini; l'espressione geografica rappresenta una specie di organismo, e gli organismi hanno in sé la ragione e il diritto della propria esistenza».
Sostenne l'insegnamento della geografia nelle scuole. 
Nel 1907 aderì alla Società italiana per il progresso delle scienze, del cui Comitato sezionale centrale per la geografia fu presidente. Fu membro della Società geologica italiana e dell'Accademia dei Lincei. Nel 1909 fu nominato senatore.
Fu autore di oltre 150 titoli scientifici, che posero le basi per la ricerca dei geografi italiani di fine ottocento.

## Opere
Testi:
- Scritti geografici (1863-1913), I.G.D.A., Novara Roma, 1914
- Apologia di Dante: scritta intorno al 1575 dal Padovano Sperone Speroni, Padova, P. Prosperini, 1865
- Reale Società geografica: cenni cronistorici, presso la Società geografica italiana, Firenze, MDCCCLXVII (1867)
- Delle origini e dei progressi della geografia fisica, 1868
- La geografia a'nostri giorni, Firenze, Direzione della Nuova Antologia, 1873
- In mezzo ai ghiacci: viaggi celebri al polo nord di Sir John Franklin, Kane, Mac Clintock, Hayes, Hall, Tyson, Hegemann, Koldevey, Payer e Weyprecht, Nordenskjold e Nares, Milano, Fratelli Treves, 1880
- Pellegrino Matteucci e il suo diario inedito, in Bollettino della Società Geografica Italiana, Roma, sett. 1885
- Il conte L. Palma di Cesnola e il Museo Metropolitano di New York, Roma, Società Editrice Dante Alighieri, 1899
- Catalogo metodico della biblioteca sociale (1868-1901), presso la Società geografica italiana, Firenze, 1903
- La Società geografica italiana e l'opera sua nel secolo XIX. Con 12 tavole fuori tésto, presso la Società geografica italiana, Firenze, 1904
- Scritti geografici, 1863-1913: scelti coordinati e ripubblicati a cura d'un Comitato di geografi in occasione dell'80⁰ genetliaco dell'autore (29 gennaio 1914), Novara, Istituto Geografico de Agostini, 1914

Cartografia originale
- Carta originale della regione tra lo Scioa ed Harar, presso la Società geografica italiana, Firenze, 1888
- Itinerario dell'ing. Luigi Bricchetti-Robecchi da Obbia ad Allula, presso la Società geografica italiana, Firenze, 1891
- Carta originale del viaggio E. Baudi di Vesme-G. Candeo da Berbera ai Caranle, presso la Società geografica italiana, Firenze, 1893
- Da Massaua ad Assab, escursione del Cap. Vittorio Bòttego (1-24 maggio 1891), 1982
- La baja di Anfilah: carta originale (in collaborazione con Achille Dardano)
- Carta sommaria di recenti esplorazioni italiane nell'Africa del Nord-est, 1884

Cartografia derivata
- Viaggio della spedizione milanese nell'Abissinia secondo l'itinerario originale di Pellegrino Matteucci e Gustavo Bianchi, scala 1:3.750.000, Stab. Virano e Teano Roma, pubblicata in: Bollettino della Società Geografica Italiana, fasc. 6, 1880; (catalogata in: Raccolta cartografica, Ministero degli Affari Esteri, 1911)
- Itinerario della spedizione Borghese-Matteucci da Abu-Keren ad Acassa, 1:6.250.000, 1885;
- Itinerari del Colonn. N.M. Prscevalski fra gli anni 1873 e 1880: dedotti dalla sua opera originale e dalla carta di Hassenstein, 1884 (in collab. con Achille Dardano)
- Itinerario del Dott.A. Terracciano attraverso l'Eritrea italiana nell'anno 1892: redatto sui rilievi idrografici inediti della R. Nave "Scilla, "sui rilievi topografici dell'Istituto Geografico Militare, sugli schizzi topografici di ufficiali del R. Esercito, e sugli appunti del viaggiatore, 1892